# Аккутир (Актауский сельский округ)
Аккутир (каз. Ақкүтір, до 2018 г. — Беленькое) — село в Таскалинском районе Западно-Казахстанской области Казахстана. Входит в состав Актауского сельского округа. Находится примерно в 24 км к западу от районного центра, села Таскала. Код КАТО — 276033200.

## Население
В 1999 году население села составляло 144 человека (69 мужчин и 75 женщин). По данным переписи 2009 года, в селе проживало 69 человек (37 мужчин и 32 женщины).